# 西苇镇
西苇镇，是中华人民共和国吉林省四平市伊通满族自治县下辖的一个乡镇级行政单位。

## 行政区划
西苇镇下辖以下地区：
西苇社区、西苇村、长泡子村、哈蟆塘村、椽子沟村、孤山河村、碱场村、红光村和腰苇村。